# Xysticus strandi
Xysticus strandi är en spindelart som beskrevs av Gábor von Kolosváry 1934. Xysticus strandi ingår i släktet Xysticus och familjen krabbspindlar.
Artens utbredningsområde är Ungern. Inga underarter finns listade i Catalogue of Life.